# Torre Blanca (Tessalònica)
La Torre Blanca de Tessalònica (en grec Λευκός Πύργος Lefkós Pýrgos; en turc: Beyaz Kule; en judeocastellà: Kuli Blanka) és un monument històric i un museu de la ciutat de Tessalònica, Grècia. Construïda al segle xv pels otomans, inicialment formava part d'una fortificació defensiva de la ciutat, que perdurà fins al 1911, any en què va ser derruïda. Va servir com a caserna militar durant segles, però més endavant també com a presó per als condemnats que esperaven l'execució. Va ser reconstruïda als anys 1980 i des de 1985 fa la funció de museu, on actualment es pot visitar una exposició permanent dedicada a la història de la ciutat. És un dels monuments més populars i un símbol de la ciutat de Salònica.

## Arquitectura
La torre és circular, de 33,9 metres d'alçada i 21,7 metres de diàmetre, i té 6 pisos. Està formada per dos cilindres, un d'exterior (21,7 metres de diàmetre) i un d'interior (8,5 metres). El cilindre exterior arriba fins a la cinquena planta, mentre que el cilindre interior arriba fins a la sisena. Entre els dos cilindres s'hi va construir una escala de cargol de 92 graons, i l'espai sobrant està ocupat per diferents habitacions. L'edifici està construït principalment amb pedra i guix, però també parcialment amb totxana.

## Història
La Torre Blanca de Tessalònica va ser construïda al segle xv, després que la ciutat fos conquerida pels otomans l'any 1430, amb el sultà Murat II al cap davant. En la seva ubicació original hi havia una torre més antiga, que pertanyia a les fortificacions romanes d'Orient de la ciutat, on la muralla de l'est trobava la muralla marítima. En aquell moment era coneguda com la Torre del Lleó.